# لوروا إسترادا
لوروا إسترادا (بالإسبانية: Leroy Estrada)‏ (16 يونيو 1994 - ) هو ملاكم بنمي.

## إحصائيات
خاض خلال مسيرته 19 نزالا، فاز في 16 وخسر في 3. فاز بالضربة القاضية في 16 نزالا.

## روابط خارجية
- لوروا إسترادا على موقع بوكس ريك (الإنجليزية) (registration required)